# Otto Harnack
Rudolf Gottfried Otto Harnack (Erlangen, 23 novembre 1857 – Besigheim, 22 marzo 1914) è stato uno storico della letteratura tedesco, noto per i suoi scritti su Johann Wolfgang von Goethe.

## Biografia
Studiò storia e filologia presso le università di Dorpat e Gottinga, conseguendo il dottorato presso quest'ultima istituzione nel 1880. Dopo la laurea, lavorò come insegnante a Dorpat (dal 1882), direttore scolastico a Wenden (dal 1887), alla Preussische Jahrbücher di Berlino (dal 1889) e come giornalista a Roma (dal 1891). Nel 1896 fu nominato professore di storia e letteratura presso la Technische Hochschule di Darmstadt, successivamente nel 1905 si trasferì presso il Collegio Tecnico di Stoccarda come professore di letteratura e di estetica. Il 22 marzo 1914 si suicidò.
Fu figlio del teologo Theodosius Harnack, fratello del teologo Adolf von Harnack, del matematico Carl Gustav Axel Harnack e del farmacologo Erich Harnack. Fu il padre dello sceneggiatore Falk Harnack e del giurista Arvid Harnack.

## Opere principali
- Goethe in der epoche seiner vollendung 1805-1832 (1887).
- Deutsches kunstleben in Rom im zeitalter der klassik (1892).
- Über Goethe's Verhältnis zu Shakespeare (1896).
- Schiller (1898).
- Essais und studien zur literaturgeschichte (1899).
- Goethe und das Theater (1900).
- Der gang der handlung in Goethes Faust (1902).
- Der Deutsche Klassizismus im Zeitalter Goethes (1906).
- Aufsätze und vorträge (1911).
- Wilhelm von Humboldt (1912).[3][4]